# Fairview (Oregon, Multnomah megye)
Fairview az Amerikai Egyesült Államok északnyugati részén, Oregon állam Multnomah megyéjében helyezkedik el. A 2010. évi népszámláláskor 8920 lakosa volt. A város területe 9,27 km², melyből 1,27 km² vízi.
A város a Képviselőház 49. körzetéhez tartozik Gresham egy részével, valamint Troutdale és Wood Village városokkal együtt. 2010 novemberében képviselője a republikánus Matt Wand volt. Szenátusi szinten Fairview a 49. és 50. körzetek településeivel együtt a 25. kerülethez tartozik, melynek képviselője Laurie Monnes Anderson.

## Történet
A Lewis–Clark-expedíció 1806-os ideérkezésekor a város területétől nem messze, a Columbia-folyó mentén a chinook indiánok multnomah törzse élt. A későbbi telepesek az 1840–1850-es években a mai Multnomah megye keleti részén növénytermesztésbe és állattenyésztésbe kezdtek. A vasút az 1890-es években érte el a közösséget; a népesség innentől erősen növekedett. A lakosok ettől fogva Fairview-nak hívták a helyet, a közeli kanyonra és a Hood-hegyre utalva. Mivel az óceán partján már létezett egy ugyanilyen nevű település, amíg annak postahivatala működött, Fairview neve hivatalosan Cleone volt.
Az 1980-as évek közepén Fairview a területéhez kívánt csatolni egy a megye keleti részén fekvő, önkormányzattal nem rendelkező települést; az így létrejövő város 120 ezer lakosával Portland után Oregon második legnagyobbika lett volna. A terv meghiúsult, mert 1985 szeptemberében az Oregoni Legfelsőbb Bíróság kimondta, hogy egyesülés csak mindkét település beleegyezésével lehetséges.

## Népesség

### 2010
A 2010-es népszámláláskor a városnak 8920 lakója, 3544 háztartása és 2274 családja volt. A népsűrűség 1115 fő/km2. A lakóegységek száma 3786, sűrűségük 473,3 db/km2. A lakosok 73,1%-a fehér, 4,6%-a afroamerikai, 1,1%-a indián, 5,5%-a ázsiai, 1%-a a Csendes-óceáni szigetekről származik, 9,7%-a egyéb, 5,5%-a pedig kettő vagy több etnikumú. A spanyol vagy latino származásúak aránya 16,4% (13,7% mexikói, 0,2% Puerto Ricó-i, 0,2% kubai, 2,3% egyéb spanyol vagy latino származású.)
A háztartások 32,2%-ában élt 18 évnél fiatalabb. 43,9% házas, 14,4% egyedülálló nő, 5,9% egyedülálló férfi, 35,8% pedig nem család. 26,7% egyedül élt; 6,8%-uk 65 éves vagy idősebb. Egy háztartásban átlagosan 2,51 személy élt; a családok átlagmérete 3,04 fő.
A medián életkor 35 év volt. A város lakóinak 23,8%-a 18 évesnél fiatalabb, 10,2% 18 és 24 év közötti, 29,6%-uk 25 és 44 év közötti, 26,2%-uk 45 és 64 év közötti, 10%-uk pedig 65 éves vagy idősebb. A lakosok 48,1%-a férfi, 59,1%-a pedig nő.

### 2000
A 2000-es népszámláláskor  a városnak 7561 lakója, 2831 háztartása és 1935 családja volt. A népsűrűség 945,1 fő/km2. A lakóegységek száma 3116, sűrűségük 390 db/km2. A lakosok 76,21%-a fehér, 3,04%-a afroamerikai, 0,83%-a indián, 3,44%-a ázsiai, 0,37%-a a Csendes-óceáni szigetekről származik, 10,51%-a egyéb-, 5,59%-a pedig kettő vagy több etnikumú. A spanyol vagy latino származásúak aránya 16% (13,4% mexikói, 0,1% Puerto Ricó-i, 0,1% kubai, 2,4% pedig egyéb spanyol/latino származású.)
A háztartások 36%-ában élt 18 évnél fiatalabb. 49,9% házas, 13,3% egyedülálló nő; 31,6% pedig nem család. 22,6% egyedül élt; 5,3%-uk 65 éves vagy idősebb. Egy háztartásban átlagosan 2,67 személy élt; a családok átlagmérete 3,13 fő.
A város lakóinak 28,1%-a 18 évesnél fiatalabb, 11,3% 18 és 24 év közötti, 33,7%-uk 25 és 44 év közötti, 19,5%-uk 45 és 64 év közötti, 7,4%-uk pedig 65 éves vagy idősebb. A medián életkor 30 év volt. Minden 100 nőre 102,7 férfi jut; a 18 évnél idősebb nőknél ez az arány 102,1.
A háztartások medián bevétele 40 931 amerikai dollár, ez az érték családoknál $43 317. A férfiak medián keresete $37 342, míg a nőké $25 909. A város egy főre jutó bevétele (PCI) $19 006. A családok 13,5%-a, a teljes népesség 19,1%-a élt létminimum alatt; a 18 év alattiaknál ez a szám 26,1%, a 65 évnél idősebbeknél pedig 12,4%.

## Infrastruktúra

### Oktatás
A városnak négy iskolája (a Fairview Elementary, Salish Ponds Elementary, Woodland Elementary School általános iskolák és a Reynolds Middle School középiskola) van; ezek a Reynolds Iskolakerület alá tartoznak.

### Közlekedés
A települést a TriMet két buszjárata (21-Sandy Blvd/233th és 77-Broadway/Halsey) szolgálja ki.

## Fordítás
Ez a szócikk részben vagy egészben  a   Fairview, Oregon című angol Wikipédia-szócikk ezen változatának fordításán alapul.  Az eredeti cikk szerkesztőit annak laptörténete sorolja fel. Ez a jelzés csupán a megfogalmazás eredetét és a szerzői jogokat jelzi, nem szolgál a cikkben szereplő információk forrásmegjelöléseként.